# نادي كريكت سكة حديد الأوروغواي الوسطى
كان نادي كريكت سكة حديد الأوروغواي الوسطى (المعروف في الغالب باسمه المختصر CURCC) ناديًا رياضيًا في الأوروغواي، أنشأه في الأصل عمال السكك الحديدية البريطانيون لممارسة لعبة الكريكيت. ولكنه برز في كرة القدم، الذي يُعتبر أحد أكبر المساهمين في هذه الرياضة في الأوروغواي. في الواقع، كان النادي أحد الأعضاء المؤسسين لاتحاد أوروغواي لكرة القدم (AUF) في عام 1900.
أثارت الاستمرارية بين قسم كرة القدم في النادي ونادي بينارول جدلاً لا يزال قائماً في الوقت الحاضر.

## تاريخ
بحلول نهاية عام 1899، استحوذت الشركة البريطانية لسكك حديد أوروغواي المركزية في مونتيفيديو، التي تعمل في أوروغواي منذ عام 1878، على الأراضي الواقعة في حي فيلا بينارول لإنشاء ورش إصلاح القطارات هناك، ونقلها من بيلا فيستا. كانت تلك الأراضي تستخدم للزراعة فقط وهي مشهورة بسبب جودة كرومها وثمارها. كان من أهم إنجازات الشركة إنشاء مدرسة ريفية في المدينة.
بسبب النشاط الصناعي، أصبحت القرية مكتظة بالسكان. قرر أبناء الشقراء ألبيون، الذين كانوا جزءًا من الشركة، تأسيس مركز رياضي يكون بمثابة استجمام للأشخاص الذين يعيشون حول ورش العمل.